# Javier Moracho
Javier Moracho Torrente (Monzón, Huesca, 18 de agosto de 1957) é um antigo atleta espanhol, especialista em corridas de barreiras altas. Participou dos Jogos Olímpicos de 1980, 1984 e 1988.
Foi durante bastante tempo recordista espanhol de 110 metros barreiras (com 13.42 s), mas os seus melhores resultados internacionais foram obtidos em competições de pista coberta na prova de 60 metros barreiras.
Foi campeão europeu indoor nos Campeonatos da Europa de 1986, disputados em Madrid e medalha de prata nos de 1981,em Grenoble. Nos Campeonatos Mundiais Indoor foi segundo classificado em Paris, 1985.